# Mistrzostwa Polski w Narciarstwie 1929
Mistrzostwa Polski w Narciarstwie 1929 – zawody sportowe, które odbyły się w 1929 w konkurencjach narciarskich w Polsce.

## Medaliści
| Dyscyplina                    | Złoto                                 | Srebro                           | Brąz                                  |
| Kombinacja norweska (wszyscy) | Hans Vinjarengen Norwegia             |                                  |                                       |
| Kombinacja norweska (Polacy)  | Bronisław Czech SNPTT Zakopane        |                                  |                                       |
| Bieg seniorów na 18 km (MŚ)   | Veli Saarinen Finlandia               |                                  |                                       |
| Bieg seniorów na 50 km (MŚ)   | Anselm Knuuttila Finlandia            |                                  |                                       |
| Skoki seniorów MŚ (wszyscy)   | Sigmund Ruud Norwegia                 | Kristian Johansson Norwegia      | Hans Kleppen Norwegia                 |
| Skoki seniorów (Polacy)       | Bronisław Czech SNPTT Zakopane        | Franciszek Cukier Sokół Zakopane | Władysław Mietelski TS Wisła Zakopane |
| Bieg zjazdowy                 | Bronisław Czech SNPTT Zakopane        |                                  |                                       |
| Bieg kobiet                   | Bronisława Staszel-Polankowa ON Sokół |                                  |                                       |
| Bieg rozstawny 5 x 10 km      | SNPTT Zakopane                        |                                  |                                       |